# Mouvement indépendantiste martiniquais
 (juillet 2020).
Si vous disposez d'ouvrages ou d'articles de référence ou si vous connaissez des sites web de qualité traitant du thème abordé ici, merci de compléter l'article en donnant les références utiles à sa vérifiabilité et en les liant à la section « Notes et références ».
Le Mouvement indépendantiste martiniquais (MIM) (en créole martiniquais : Mouvman indépandantis matinitjé) est un parti politique indépendantiste et régionaliste créé le 1er juillet 1978 et présidé par Alfred Marie-Jeanne, alors maire de Rivière-Pilote et membre du Conseil général de la Martinique. L’association MIM (soutien financier du parti politique) est dissoute le 12 novembre 2019 par le tribunal de Grande Instance de Fort-de-France. 
L’objectif initial de ce parti politique était « la décolonisation et l'indépendance de la Martinique ». Cependant, le MIM ne fait plus de l'indépendance un objectif immédiat. En effet, lors de la séance du 18 décembre 2008 du Congrès des élus départementaux et régionaux de la Martinique, les élus indépendantistes du MIM ont voté à l'unanimité pour une évolution statutaire de l'île fondée sur l'article 74 de la Constitution française qui permet l'accès à l'autonomie. Le 10 janvier 2010, la consultation de la population martiniquaise a eu lieu sur un éventuel changement de statut de leur département en une collectivité d'outre mer régie par l'article 74 et dotée d'un juste degré d'autonomie. Les élus et militants du MIM ont voté oui à cette consultation.

## Historique
En 1973, Alfred Marie-Jeanne, Garcin Malsa, Lucien Veilleur et Marc Pulvar fondent le mouvement « La Parole au Peuple » qui deviendra en 1978, le Mouvement Indépendantiste martiniquais. Le MIM a, sous la présidence d'Alfred Marie-Jeanne, géré le conseil régional de la Martinique de 1998 à 2010. La liste des « patriotes » MIM-CNCP avait 28 élus à l'époque, dont 25 élus du MIM.
Le 12 novembre 2019 l’association MIM (bras armé sur le plan financier du parti politique MIM) a été dissoute, à la suite de difficultés dans sa gestion administrative, par décision du TGI de Fort-de-France qui avait été saisi par des militants,,.

## Organisation
Le MIM est présidé depuis sa fondation par Alfred Marie-Jeanne. Le Comité national composé de 22 membres est l'organe décisionnel du MIM. Le conseiller général et député, Jean-Philippe Nilor en était le porte-parole. Le journal du MIM a pour nom La parole au Peuple et sa radio RLDM (Radio Lévé Doubout Matinik).

## Résultats électoraux

### Chronologie
Les 9 et 16 mars 2008, lors des élections municipales et cantonales, le MIM présente 17 candidats sur toute la Martinique. Pour la première fois de son histoire, ces candidats réalisent des scores honorables aux municipales en mettant en ballottage quatre maires sortants :
- À Rivière-Salée, Vincent Duville réalise 2 829 voix, 46,05 %
- À Sainte-Luce, Jean-Philippe Nilor réalise 2 374 voix, 46,63 %
- Au Saint Esprit, Georges Buisson réalise 1 619 voix, 34,87 %
- Aux Trois-Ilets, Lise N'Guéla réalise 1 295 voix, 42,73 %

Depuis les élections municipales de 2008, l'« Alliance des patriotes » MIM/CNCP a 44 conseillers municipaux d'opposition dans 13 communes de la Martinique :
- Fort de France: 2 (MIM/CNCP/Parti pour la libération de la Martinique);
- Le Lamentin: 4 (MIM/CNCP/PCM) ;
- Sainte-Luce: 6 ;
- Le François: 5 ;
- Rivière-Salée: 7 ;
- Saint-Esprit: 5 ;
- Les Trois-Ilets: 6 ;
- Trinité: 3 ;
- Le Vauclin: 2 ;
- Le Robert: 1 ;
- Le Morne-Rouge: 1 ;
- Le Marin: 1 ;
- Gros-Morne: 1

En 2010, lors des élections régionales, Alfred Marie-Jeanne est battu par Serge Letchimy du PPM. La liste « Les patriotes martiniquais et sympathisants » conduite par Alfred Marie-Jeanne recueille 41 % des voix au second tour et obtient 12 sièges. Sur les 12 élus de la liste, 8 sont encartés au MIM, il s'agit de Daniel Marie-Sainte, Vincent Duville, Jean-Philippe Nilor, Francine Carius, Sandrine Saint-Aimé, Marie-Line Lesdéma, Sylvain Bolinois et Aurélie Dalmat. En outre, Daniel Marie-Sainte est 11e vice-président du conseil régional.
En 2011, lors des élections cantonales des 20 et 27 mars, le MIM gagne brillamment le canton de Rivière-Pilote son fief, mais est battu dans tous les autres cantons où il présente un candidat (Fort de France 3, Trois-Ilets, François 2, Lamentin 2, Schœlcher 2, Rivière-Salée, Sainte-Marie 2 et Trinité). Le 31 mars 2011, Lucien Adenet et Jean-Philippe Nilor sont élus assesseurs à la commission permanente du conseil général de Martinique.
En 2012, aux élections législatives, Alfred Marie-Jeanne se présente pour la première fois dans la première circonscription. Il arrive en tête au premier tour et obtient 6 496 voix soit 28,46 % des suffrages. Au second tour, Alfred Marie-Jeanne est élu député en obtenant 15 238 voix soit 52,43 % des suffrages. Il distance le député sortant le socialiste Louis-Joseph Manscour de 1 494 voix. Jean-Philippe Nilor est élu député dans la quatrième circonscription avec 20 204 voix soit 69,41 % des suffrages.
En 2014, lors des élections municipales de mars, le MIM perd la commune de Rivière-Pilote, mais gagne celle de Gros-Morne.
En 2015, lors des premières élections territoriales, le MIM constitue une coalition électorale avec le Rassemblement démocratique pour la Martinique (RDM), le Parti pour la libération de la Martinique (PALIMA), le Parti communiste martiniquais (PCM) et Martinique Écologie. La liste Gran Sanblé est conduite par Alfred Marie-Jeanne, président du MIM. Les têtes de la liste sont Claude Lise, secrétaire général du RDM, ancien député, ancien président du conseil général, ancien sénateur, pour la section du Nord, Alfred Marie-Jeanne pour la section du Centre, Francis Carole, président du PALIMA, ancien conseiller général et conseiller régional sortant pour la section de Fort-de-France, et Jean-Philippe Nilor porte-parole du MIM, député, pour la section du Sud. Au premier tour, la liste obtient 36 523 voix, soit 30,28 %. La coalition fait une alliance électorale avec la liste conduite par Yan Monplaisir des Républicains. La liste fusionnée est nommée Gran Sanblé pou ba péyi-a an chans. Ensemble, ils obtiennent au second tour 83 541 voix, soit 50,14 %, et 33 sièges sur 51 à l'Assemblée. Le MIM obtient 12 élus à l'assemblée. Alfred Marie-Jeanne devient le 1er président du Conseil exécutif nouvellement créé, tandis que Claude Lise du RDM devient le 1er président de la nouvelle Assemblée.
En 2017, aux élections législatives françaises, Jean-Philippe Nilor est élu député de la 4e circonscription sous l’étiquette MIM, mais il démissionne de ce parti en septembre 2018.

### Assemblée nationale
| Année | 1er tour | 1er tour | 2d tour | 2d tour | Sièges | Rang |
| Année | Voix     | %        | Voix    | %       | Sièges | Rang |
| ----- | -------- | -------- | ------- | ------- | ------ | ---- |
| 1993  | 11 327   | 11,38    | 17 912  | 15,39   | 0 / 4  | 3e   |
| 1997  | 12 720   | 13,64    | 28 916  | 24,93   | 1 / 4  | 3e   |
| 2002  | 10 695   | 12,79    | 16 194  | 17,98   | 1 / 4  | 3e   |
| 2007  | 21 864   | 22,33    | 26 673  | 23,40   | 1 / 4  | 2e   |
| 2012  | 16 854   | 17,94    | 35 442  | 32,19   | 2 / 4  | 2e   |
| 2017  | 8 780    | 11,53    | 14 794  | 16,56   | 1 / 4  | 4e   |
| 2022a | 11 705   | 18,85    | 20 172  | 27,67   | 0 / 4  | 2e   |
| 2024a | 3 106    | 3,44     | 4 081   | 4,41    | 0 / 4  | 5e   |

a Au sein de Gran sanblé pou Matinik.

### Élections au conseil régional et à l'assemblée
À partir de 2015, l'assemblée de Martinique remplace à la fois le conseil régional et le conseil général.
| Année                             | 1er tour | 1er tour | 1er tour | 2d tour | 2d tour | 2d tour | Sièges  | Tête de liste       |
| Année                             | Voix     | %        | Rang     | Voix    | %       | Rang    | Sièges  | Tête de liste       |
| --------------------------------- | -------- | -------- | -------- | ------- | ------- | ------- | ------- | ------------------- |
| Conseil régional de la Martinique |          |          |          |         |         |         |         |                     |
| 1983                              |          | 2,9      | 5e       |         |         |         | 0 / 41  | Alfred Marie-Jeanne |
| 1986                              |          | 4,9      | 4e       |         |         |         | 0 / 41  | Alfred Marie-Jeanne |
| 1990                              |          | 16,5     | 3e       |         |         |         | 7 / 41  | Alfred Marie-Jeanne |
| 1992                              |          | 16,0     | 2e       |         |         |         | 9 / 41  | Alfred Marie-Jeanne |
| 1998                              | 25 143   | 24,6     | 2e       |         |         |         | 13 / 41 | Alfred Marie-Jeanne |
| 2004                              | 46 006   | 37,3     | 1er      | 74 860  | 53,8    | 1er     | 28 / 41 | Alfred Marie-Jeanne |
| 2010                              | 41 642   | 32,2     | 2e       | 66 309  | 41,1    | 2e      | 12 / 41 | Alfred Marie-Jeanne |
| Assemblée de Martinique           |          |          |          |         |         |         |         |                     |
| 2015                              | 36 523   | 30,3     | 2e       | 83 541  | 54,1    | 1er     | 12 / 51 | Alfred Marie-Jeanne |
| 2021                              | 24 664   | 25,8     | 2e       | 46 857  | 35,3    | 2e      | 5 / 51  | Alfred Marie-Jeanne |